# Episodi di Unità 42 (prima stagione)
| n° | Titolo originale  | Titolo italiano       | Prima TV USA     | Prima TV Italia |
| -- | ----------------- | --------------------- | ---------------- | --------------- |
| 1  | Face to Face      | Faccia a Faccia       | 19 novembre 2017 | 14 giugno 2019  |
| 2  | Of Faith and Law  | La Fede e la Legge    | 19 novembre 2017 | 14 giugno 2019  |
| 3  | Avatar            | Avatar                | 26 novembre 2017 | 14 giugno 2019  |
| 4  | Blood and Virtue  | Sangue e virtù        | 26 novembre 2017 | 14 giugno 2019  |
| 5  | Live Memory       | La natura dei ricordi | 3 dicembre 2017  | 14 giugno 2019  |
| 6  | Helpful Votes     | Voto valido           | 3 dicembre 2017  | 14 giugno 2019  |
| 7  | Connected         | Connessi              | 10 dicembre 2017 | 14 giugno 2019  |
| 8  | An Eye for an Eye | Occhio per occhio     | 10 dicembre 2017 | 14 giugno 2019  |
| 9  | Standby Mode      | In standyby           | 17 dicembre 2017 | 14 giugno 2019  |
| 10 | Reboot            | Reboot                | 17 dicembre 2017 | 14 giugno 2019  |